# Carson City (Michigan)
Carson City ist eine kleine Stadt in Montcalm County im US-Bundesstaat Michigan. Die Einwohnerzahl lag bei der Volkszählung im Jahr 2000 bei 1.190 Einwohnern. 1887 wurde Carson City als Dorf eingetragen, im Jahr 1960 als eine Stadt.

## Geographie
Die Stadt hat eine Gesamtfläche von 1,9 km²; 1,8 km² sind Land und 1,4 % sind Wasser.

## Demographie
Nach der Volkszählung des Jahres 2000 lebten in Carson City 1.190 Einwohner in 496 Haushalten, darunter 312 Familien. Die Bevölkerungsdichte lag bei 1.671 pro km². Es wurden 532 Wohneinheiten erfasst. Die Bevölkerung bestand zu 95,0 % aus Weißen, zu 0,5 % aus afrikanischer Abstammung, zu 0,2 % aus amerikanischen Ureinwohnern, 0,4 % war asiatischer Abstammung und 2,1 % war anderer Herkunft; 1,9 % stammte aus Mischehen. Hispanics oder Latinos stellten 4,5 % der Einwohnerzahl.
Von 496 Haushalten hatten 32,5 % keine Kinder unter 18 Jahren, 44,6 % waren zusammenlebende Ehepaare, 13,1 % hatten einen weiblichen Haushaltsvorstand ohne Ehemann, und 36,9 % waren keine Familien. 32,3 % von allen Haushalten wurden von Alleinlebenden bewohnt, wovon 15,7 % 65 Jahre oder älter war. Die durchschnittliche Haushaltsgröße war 2,39 Personen und die durchschnittliche Familiengröße betrug 3,01 Personen.
In der Stadt lebten 28,4 % Personen unter 18 Jahren, 7,9 % von 18 bis 24, 27,1 % von 25 bis 44, 21,4 % von 45 bis 64, und 15,1 % waren 65 Jahre oder älter. Das mittlere Alter war 36 Jahre. Auf 100 weibliche Einwohner entfielen 82 männliche Einwohner. Je 100 weiblichen Einwohnern über 18 Jahren standen 75,3 männliche Einwohner über 18 Jahren gegenüber.
Das mittlere Einkommen für einen Haushalt in der Stadt war 32.500 US-$, das einer Familie 48.221 $. Männer hatten ein durchschnittliches Einkommen von 31.442 $, Frauen dagegen 28.472 $. Das Pro-Kopf-Einkommen für die Stadt war 19.178 $. Etwa 11,7 % der Familien und 15,2 % der gesamten Bevölkerung lebte unter der Armutsgrenze, 19,2 % davon waren unter 18 Jahren und 12,9 % 65 Jahre oder älter.

## Söhne und Töchter der Stadt
- Daniel Henney (* 1979), Schauspieler